# Wolverine Auto & Commercial Vehicle Company
Wolverine Auto & Commercial Vehicle Company, vorher Reid Manufacturing Company und Wolverine Automobile Company, war ein US-amerikanischer Hersteller von Automobilen.

## Unternehmensgeschichte
Die Reid Manufacturing Company wurde in Detroit in Michigan gegründet. Ziel war die Herstellung von Bücherregalen, Vitrinen, Kühlschränken, Ladeneinrichtungen und Automobilen. Ob die vier erstgenannten Produkte tatsächlich hergestellt wurden, ist unklar. Walter L. Marr entwarf Ende 1903 einen Prototyp. Anfang 1904 wurde er entlassen und wechselte zu Buick. Gilbert R. Albaugh, der Erfahrungen bei Oldsmobile, Thomas B. Jeffery Company, Peerless Motor Car Corporation und Star Automobile Company gesammelt hatte, wurde als neuer Chefingenieur eingestellt. 1904 begann die Produktion von Automobilen. Der Markenname lautete Wolverine.
1905 erfolgte eine Umfirmierung in Wolverine Automobile Company und der Umzug nach Dundee, ebenfalls in Michigan. Bereits kurz nach lautete die Firmierung Wolverine Auto & Commercial Vehicle Company. 1906 endete die Fahrzeugproduktion. Wolverine Motors und Wolverine verwendeten später den gleichen Markennamen.

## Fahrzeuge
Alle Fahrzeuge hatten einen Frontmotor und Kardanantrieb zur Hinterachse.
Von 1904 bis 1905 standen zwei Modelle im Sortiment. Das Model C hatte einen Vierzylindermotor mit 15 PS Leistung. Das Fahrgestell hatte 208 cm Radstand. Das Model D hatte dagegen einen Zweizylindermotor, der mit 26/20 PS angegeben war, und 224 cm Radstand. Eine andere Quelle gibt 18/20 PS an. Beide waren als offene Tourenwagen mit fünf Sitzen karosseriert.
1906 erschienen neue Modelle. Das Model E hatte einen 40-PS-Vierzylindermotor und 224 cm Radstand. Der Aufbau war ein Tourenwagen. Das Model F wurde von einem Zweizylindermotor mit 18 PS Leistung angetrieben. Radstand und Aufbau waren identisch. Das Model G war kleiner. Sein Zweizylindermotor leistete 10 PS. Der Radstand betrug 183 cm. Ein Runabout war die einzige lieferbare Karosseriebauform.

## Modellübersicht
| Jahr      | Modell  | Zylinder | Leistung (PS) | Radstand (cm) | Aufbau               |
| --------- | ------- | -------- | ------------- | ------------- | -------------------- |
| 1904–1905 | Model C | 4        | 15            | 208           | Tourenwagen 5-sitzig |
| 1904–1905 | Model D | 2        | 26/20         | 224           | Tourenwagen 5-sitzig |
| 1906      | Model E | 4        | 40            | 224           | Tourenwagen          |
| 1906      | Model F | 2        | 18            | 224           | Tourenwagen          |
| 1906      | Model G | 2        | 10            | 183           | Runabout             |